# Gutshaus Döbbelin

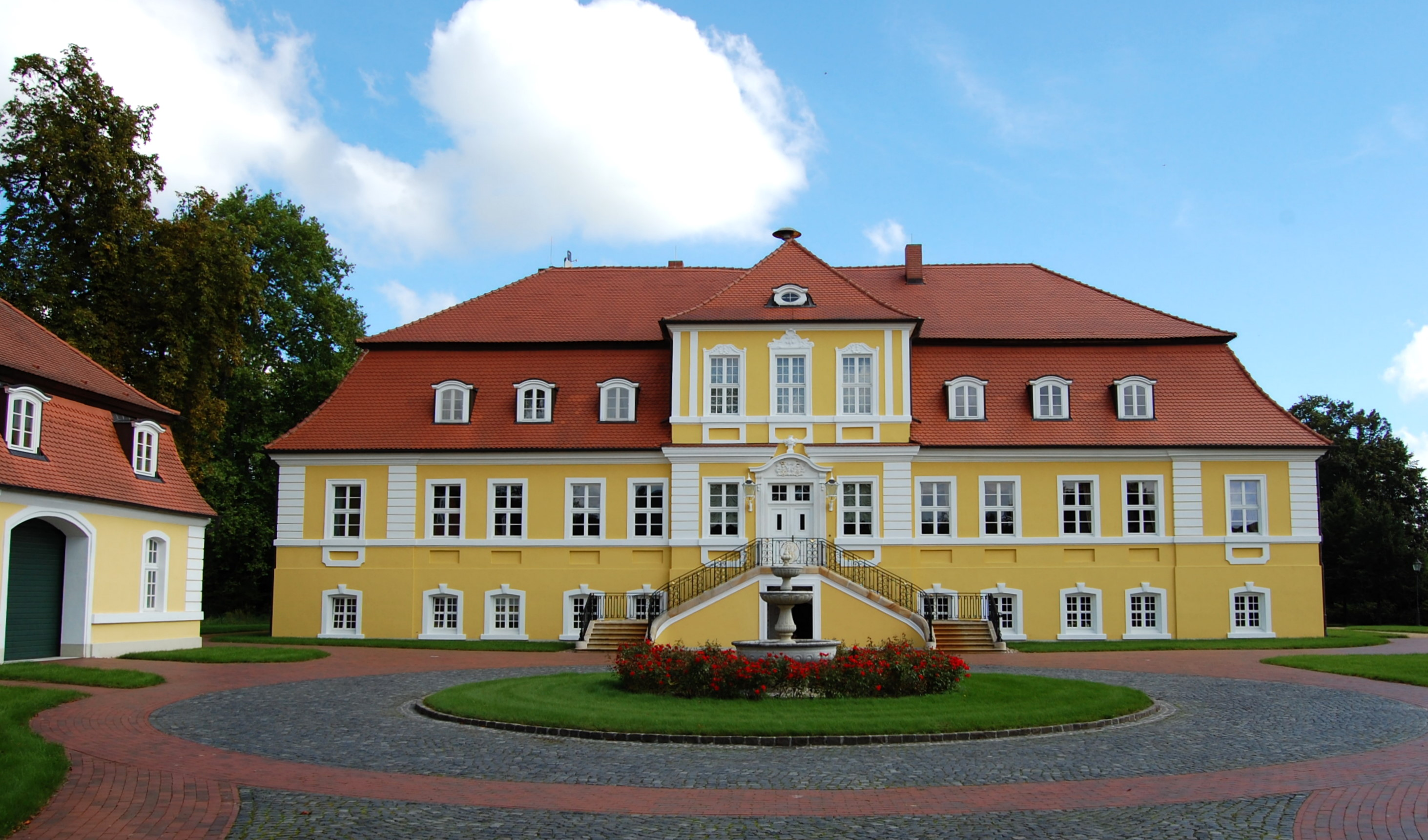
Gutshaus Döbbelin

Das Gutshaus Döbbelin, auch als Schloss Döbbelin bezeichnet, ist ein Herrenhaus im zur Stadt Stendal gehörenden Dorf Döbbelin in Sachsen-Anhalt.

## Architektur und Geschichte
Das Gebäude entstand 1736 im Stil des Barock durch den Umbau eines Vorgängerbaus. Grundmauern und Keller des älteren Gebäudes wurden dabei für den Neubau genutzt. Bauherr war Hans-Christoph von Bismarck (1704–1773), der 1730 das Gut geerbt hatte, das sich seit 1344 im Besitz seiner Familie befand. Der königlich preußische Geheime Rat und Vize-Landeshauptmann war zweimal verheiratet, aus der zweiten Ehe mit Sophie von Eimbeck stammt auch der Gutserbe Christoph Georg Friedrich von Bismarck, der nicht nur Döbbelin übernahm, sondern auch beruflich als Präsident des Obergerichts zu Stendal den juristischen Berufsweg des Vaters ging.
Das Gutshaus stellt sich als eingeschossiger, verputzter Bau mit hohem Sockelgeschoss dar. Bedeckt ist das Haus von einem Mansardwalmdach. Sowohl an der Hofseite als auch zum Garten hin besteht ein dreiachsiger Mittelrisalit. Zum Eingang führt eine zweiläufige Freitreppe. Auf einem geschwungenen Feld im Giebel sind Allianzwappen der Familien von Bismarck und von Jagow zu sehen. Zum Anwesen gehören auch zwei Wirtschaftsgebäude sowie ein Taubenturm.
Zum Herrenhaus gehörte ein Rittergut. Das von der Familie von Bismarck für arme Pilger und Reisende gegründete Gertraudenhospital Stendal wurde traditionsbewusst auch von dem jeweiligen Döbbeliner Gutsherrn mit verwaltet und unterhalten. In der Mitte des 19. Jahrhunderts war Frau Hauptmann Wilhelmine von Bismarck, geborene Tiemann (1780–1856), die Gutsherrin. Anfang der 1920er Jahre der Oberst Klaus von Bismarck (1853–1921) als Mitinhaber der Grundbesitzer. Im Jahr 1921 übernahm Gertrud von Nordeck, geborene von Bismarck, von Wulf Freiherr von Nordeck 1917 geschieden, das Gut. Sie lebte hier bis zu ihrem Tod 1963, obwohl das Gut durch die Bodenreform 1945 enteignet wurde. Das Gebäude wurde dann durch die Gemeinde bewirtschaftet. Im Herrenhaus waren Wohnungen, Konsum, Post, Arztpraxis, Bücherei und Kindergarten untergebracht.
1991 erwarb Alexander von Bismarck mit seiner Familie das Gutshaus Döbbelin und ließ es ab 1999 renovieren und auch den Park instand setzen. Im Garten des Hauses dirigierte Justus Frantz die Philharmonie der Nationen. Giora Feidman spielte Klarinette.
2023 war Alexander von Bismarck Teilnehmer eines Treffens von Rechtsextremisten in Potsdam. 2025 berichtete das Redaktionsnetzwerk Deutschland (RND), dass die Adresse des Schlosses als Geschäftsadresse für das Internet-Nachrichtenportal „Berlin 24/7“ genannt wird. Laut RND handele es sich um ein prorussisches Propagandaportal. Zudem hat Alexander von Bismarck seit August 2023 eine eigene Sendung bei dem in der EU sanktionierten russischen Staatssender RT DE.